# كارولين ماركس بلاكوود
كارولين ماركس بلاكوود (بالإنجليزية: Carolyn Marks Blackwood)‏ هي كاتِبة ومصورة أمريكية، ولدت في 21 أغسطس 1951 في أنكوريج في الولايات المتحدة.